# JetBlue Airways
JetBlue Airways Corporation (estilizado como jetBlue) es una aerolínea estadounidense de bajo costo. La compañía tiene sus oficinas corporativas en Forest Hills, cerca del barrio de Queens en la ciudad de Nueva York. Su base principal está localizada en el Aeropuerto Internacional John F. Kennedy.
En 2001, JetBlue comenzó sus operaciones en el Aeropuerto Long Beach en Long Beach, California, y luego en el Aeropuerto Internacional Logan de Boston, Massachusetts, en 2004. También tiene operaciones en Fort Lauderdale y en Washington-Dulles, así como en el Aeropuerto Internacional de Orlando. La línea aérea principalmente sirve destinos en Estados Unidos, con vuelos a Puerto Rico, Bahamas, Bermudas, México, Colombia, Costa Rica, República Dominicana, Perú, Ecuador y Guatemala.
JetBlue mantiene una oficina corporativa en Cottonwods Heights, Utah, y una oficina satélite en Darién, Connecticut. JetBlue es una línea aérea no sindicada.

## Historia

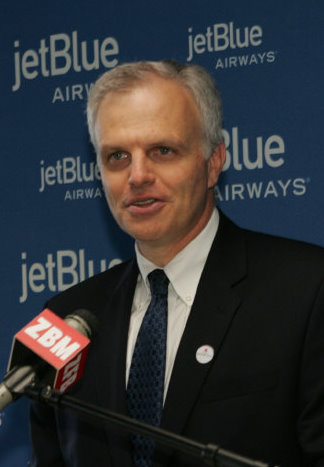
David Neeleman, fundador de JetBlue Airways en 2006.

David Neeleman fundó la compañía en febrero de 1999, bajo el nombre de “NewAir”. En septiembre de ese mismo año, a la línea aérea le fueron concedidas 75 rutas en el aeropuerto internacional John F. Kennedy, y la autorización formal de los Estados Unidos fue recibida en febrero de 2000, comenzando sus operaciones el 11 de febrero.
Los fundadores de JetBlue habían pensado llamarla inicialmente “taxi” y por lo tanto usar el color amarillo para asociar la nueva línea aérea a la ciudad de Nueva York. La idea fue desechada por varias razones: la connotación negativa de los taxis de Nueva York; la ambigüedad de la palabra taxi con respecto al control del tráfico aéreo; y amenazas del inversor JP Morgan para retirar $20 millones de los $128 millones totales de la financiación inicial de la línea aérea, a menos que se cambiara el nombre. Los fundadores de la línea aérea también consideraron usar como su base de operaciones a la ciudad de Trenton, Nueva Jersey, pero esta idea no prosperó. 
JetBlue fue una de las líneas aéreas estadounidenses que tuvieron ganancias durante el descenso agudo en viajes de línea aérea después de los ataques del 11 de septiembre de 2001. JetBlue se convirtió en una de las líneas aéreas más populares del país, y actualmente tiene aproximadamente dos mil millones de dólares en la capitalización de mercado. Los resultados financieros eran positivos para la línea aérea a lo largo de los años 2002-2004, y muchos analistas y periodistas ayudaron a la línea aérea para su éxito. El sector de línea aérea respondió a la presencia de mercado de JetBlue con el lanzamiento de compañías rivales por parte de las aerolíneas fuertes: Delta Airlines lanzó Song, y United Airlines lanzó a otro rival llamado Ted.
Song desde entonces ha sido disuelta y está siendo absorbida de nuevo por Delta Airlines, y United Airlines ha anunciado que Ted también será interrumpida como una marca separada.
En 2002, JetBlue adquirió LiveTV, LLC por 41 millones de dólares en efectivo y el retiro de 39 millones de dólares de la deuda de LiveTV. LiveTV equipa JetBlue con 36 canales de programas de televisión en vivo del satélite de DirecTV en cada asiento. Dos años más tarde, JetBlue anunció que añadiría 100 canales de Radio XM de satélite, programas de Fox Broadcasting y 20th Century Fox para su entretenimiento en vuelo.

### Crecimiento
En octubre de 2005, JetBlue anunció que su beneficio trimestral había caído de 8,1 millones de dólares a 2,7 millones, en gran parte debido a los costes de combustible. Además, la línea aérea luchaba con su avión nuevo, el Embraer 190. Las ediciones operacionales, los precios de combustible, y los precios bajos, sello de JetBlue, traían su funcionamiento financiero abajo. Además, con costes más altos relacionados con las amenidades numerosas de la línea aérea, JetBlue llegaba a ser menos competitivo.
En febrero de 2006, la compañía anunció su primera pérdida trimestral, correspondiente al último trimestre del año 2005, perdiendo 42,4 millones de dólares en ese periodo. Meses después JetBlue también divulgó una pérdida en el primer trimestre de 2006. Además de esto, pronosticó una pérdida para el año 2006, como consecuencia de los altos precios de combustible, la ineficacia de funcionamiento, y costes de la flota. 
Durante el informe del primer trimestre se lanzó el plan "Vuelta al Beneficio" de JetBlue, prometiendo acortar los precios y mejorar el ingreso para recuperar el beneficio. JetBlue Airways se movió en la oscuridad durante el segundo trimestre de 2006, batiendo las expectativas de Wall Street, y anunciando un beneficio neto de 14 millones. Ese resultado estaba cerca cuando se compararon los resultados de JetBlue en ese mismo mes un año después (13 millones), pero esto era el doble de las predicciones de Wall Street de un beneficio de 7 millones de dólares. En octubre de 2006, JetBlue anunció una pérdida neta de 500 000 dólares para el tercer trimestre, y un plan para recuperar aquella pérdida cancelando algunos de sus pedidos del Embraer 190, y por la venta de 5 de sus Airbus A320.

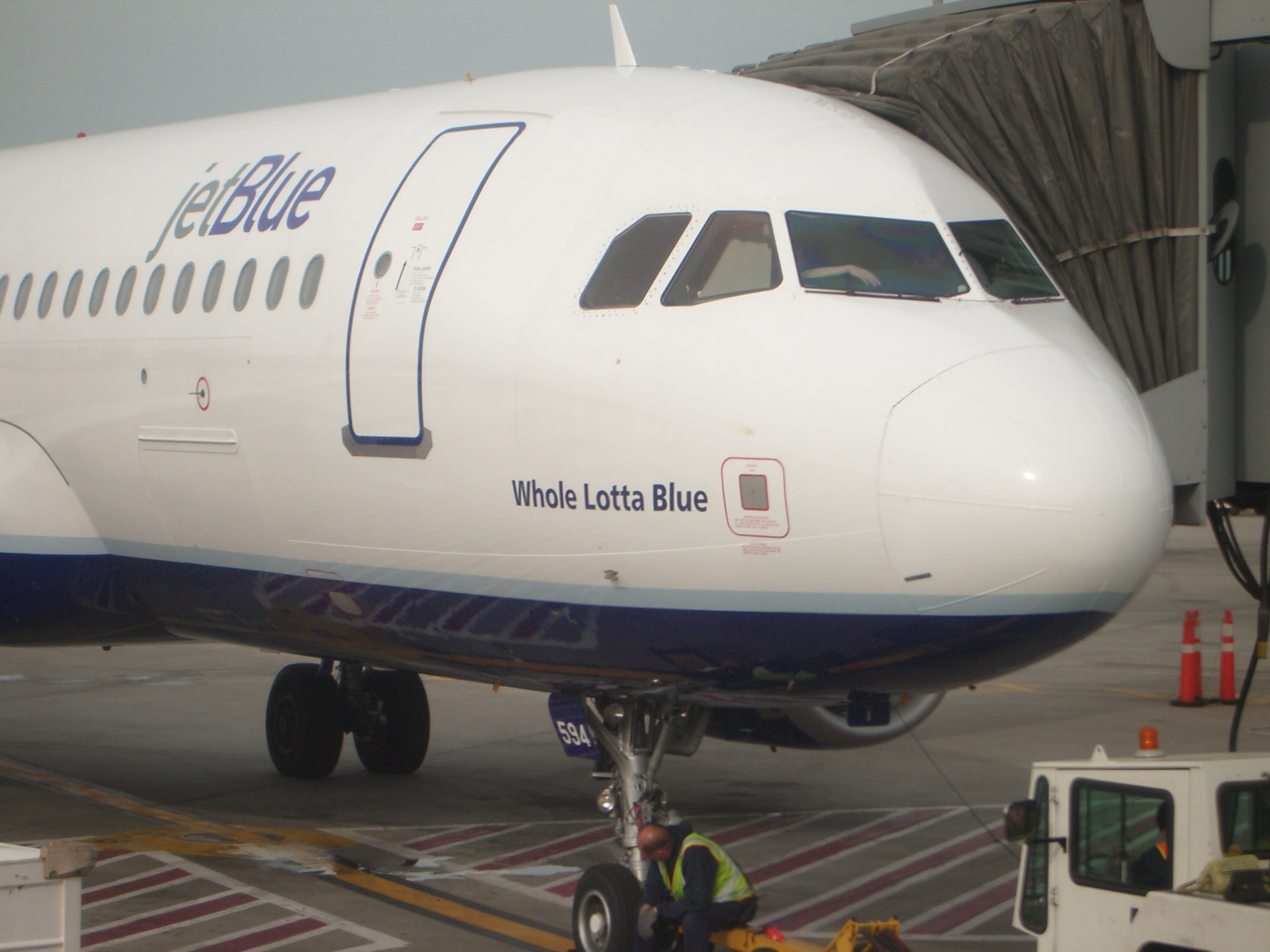
JetBlue Airbus A320 de JetBlue Airways.

En enero de 2007, JetBlue anunció que había vuelto a los beneficios en el cuarto trimestre de 2006, invirtiendo una pérdida trimestral en el período anterior del año. JetBlue fue una de las pocas líneas aéreas principales que obtuvo beneficios en ese periodo.
En julio de 2007, la línea aérea patrocinó Los Simpson: la película de 20th Century Fox, convirtiéndose en la línea aérea oficial de Springfield. Además hizo un concurso en el que el premio principal era un viaje a Los Ángeles para asistir al estreno de la película. El sitio web de la línea aérea también fue modificado para la ocasión y aparecía como si la compañía hubiera sido adquirida por C. Montgomery Burns.
El 11 de octubre de 2007, JetBlue servicio anunció que expandirían el servicio al Caribe con servicio a San Maarten y Puerto Plata a partir del 10 de enero de 2008. Con estos destinos adicionales, el servicio de JetBlue se amplía a un total de once destinos caribeños/atlánticos incluyendo Aruba, Bermudas, Cancún, Nasáu, Aguadilla, Ponce, San Juan, Santiago de los Caballeros y Santo Domingo. JetBlue serviría 56 destinos en ocho países antes de principios de 2008.
El 13 de diciembre de 2007, JetBlue anunció la intención de venta del 19 % de la compañía a la alemana Lufthansa, dejando pendiente la aprobación a las autoridades estadounidenses. Después de la adquisición, Lufthansa indicó que su intención era la de buscar la cooperación operacional con JetBlue.
El 4 de agosto de 2008, la Associated Press divulgó que JetBlue sustituiría sus almohadas recicladas por un paquete "ecofriendly" que los pasajeros tendrán que comprar. Cada paquete costará 7 dólares, e incluirá un cupón de 5 dólares del minorista Bed, Bath and Beyond. Esta decisión es la última en una serie de movimientos diseñados para aumentar el ingreso. JetBlue dijo a la Associated Press que se espera ganar 40 millones de dólares de pasajeros que seleccionan asientos con la placa suplementaria para la comodidad de los pies, y 20 millones de dólares de pasajeros que pagan 15 dólares para facturar un segundo bolso.
El 26 de marzo de 2009 anunciaron viajes a San José, la capital de Costa Rica. A mediados de 2009, JetBlue comenzó vuelos diarios en la ruta que unía las ciudades de Orlando (Florida, Estados Unidos) y Bogotá (Colombia).

## Destinos
JetBlue Airways vuela a 114 destinos en las Américas, la mayoría de ellos en los Estados Unidos y el Caribe, una selección más pequeña de destinos en partes de América Central y del Sur y cuatro destinos en Europa.

### Acuerdos de código compartido
JetBlue ha celebrado varios acuerdos de código compartido con otras aerolíneas, lo que significa que las aerolíneas acuerdan compartir ciertos vuelos, que ambas aerolíneas comercializan y publican en sus propios horarios de vuelo bajo sus respectivos designadores de aerolínea y números de vuelo.
JetBlue comparte códigos con las siguientes aerolíneas:
- Aer Lingus
- Air Serbia
- Azul Linhas Aéreas Brasileiras
- British Airways
- Cape Air
- El Al
- Etihad Airways
- JSX
- Hawaiian Airlines
- Icelandair
- LOT Polish Airlines
- Porter Airlines
- Qatar Airways
- Royal Air Maroc
- Seaborne Airlines
- Silver Airways
- Singapore Airlines
- South African Airways
- Turkish Airlines

## Flota
A julio de 2025, JetBlue Airways cuenta con promedio de edad de 12.2 años en su flota: